# Spinibarbus sinensis
Spinibarbus sinensis är en fiskart som först beskrevs av Bleeker, 1871.  Spinibarbus sinensis ingår i släktet Spinibarbus och familjen karpfiskar. Inga underarter finns listade i Catalogue of Life.